# Relations entre l'Arabie saoudite et la Turquie
Les relations entre l'Arabie saoudite et la Turquie sont les relations internationales s'exerçant entre deux États historiquement liés. Le royaume d'Arabie saoudite et la République turque sont deux États puissants au Moyen-Orient.
Les deux pays sont membres de l'Organisation de la coopération islamique, du G-20 et de l'Organisation mondiale du commerce et entretiennent de très bonnes relations politique et économique,.
L'Arabie saoudite dispose d'une ambassade à Ankara et d'un consulat-général à Istanbul. La Turquie a une ambassade à Riyad et un consulat-général à Djeddah,.

## Historique

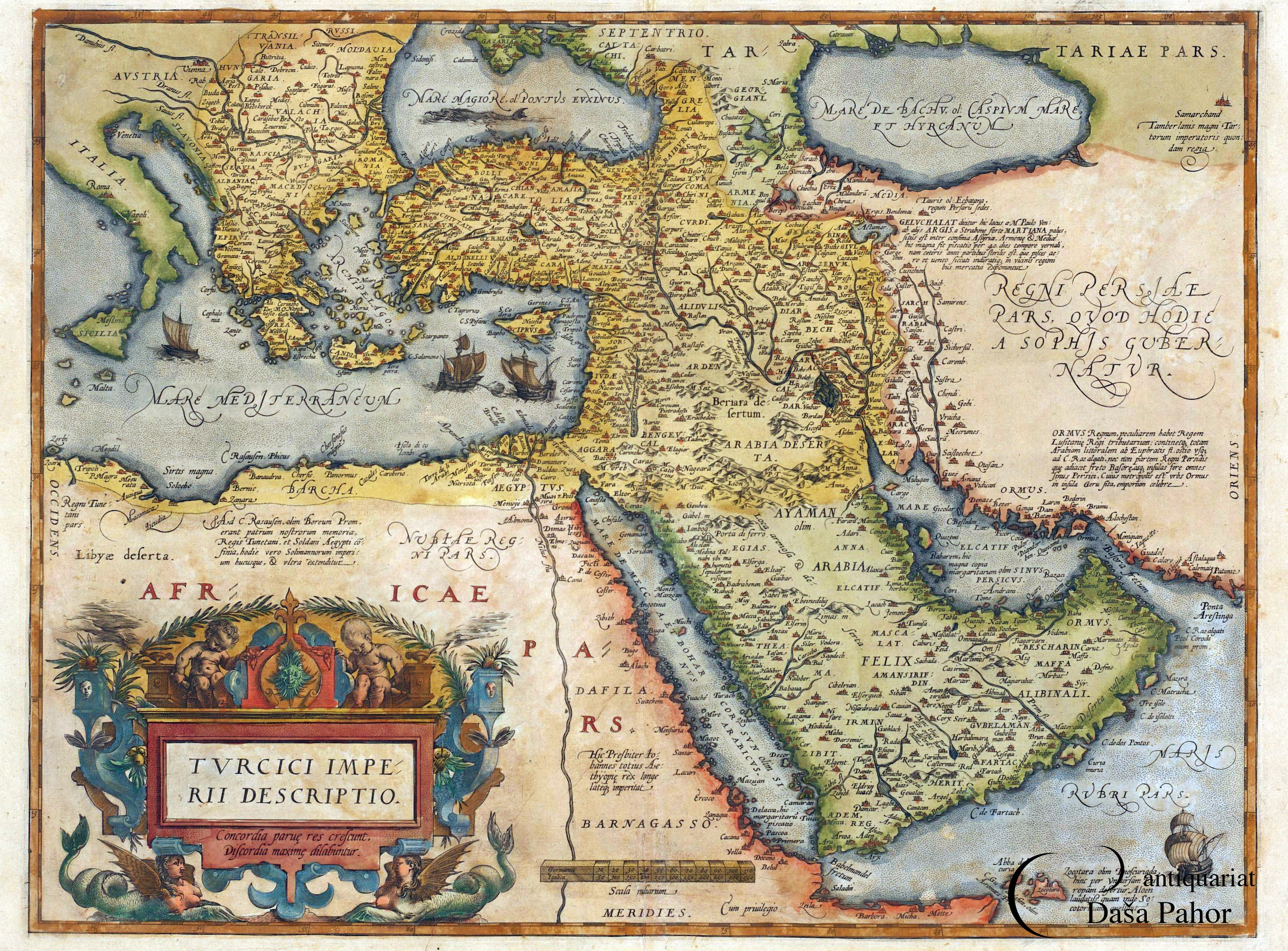
Les territoires de l'empire ottoman en Arabie en 1570, Theatro d'el Orbe de la Tierra de Ortelius Abraham, Anvers, 1602, mis à jour de l'édition 1570.

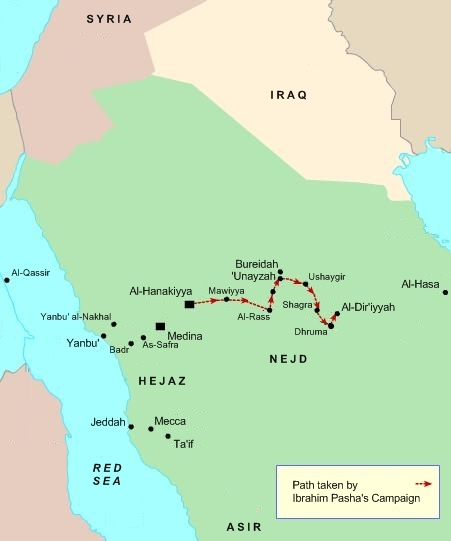
Expédition ottomane contre le premier État saoudien en 1818.

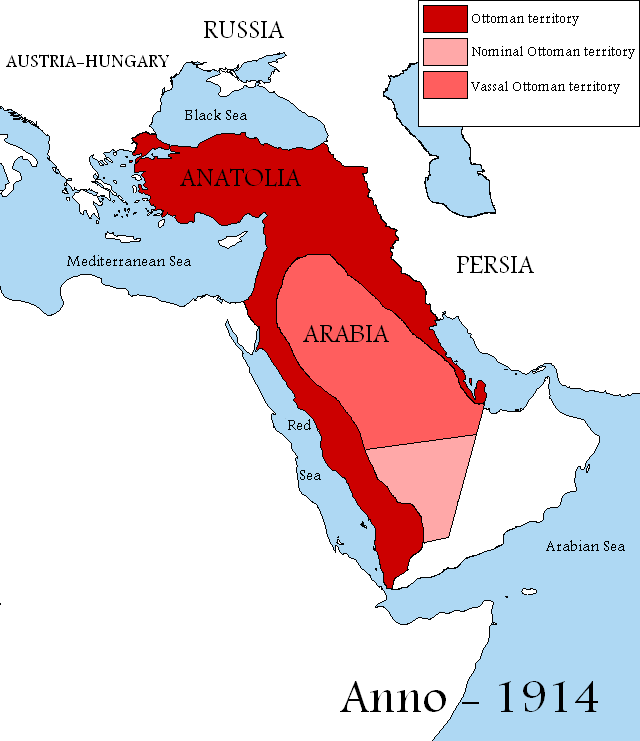
L'empire ottoman avant la Première Guerre mondiale.

Le 6 juillet 1517, l'Arabie passe sous autorité ottomane, à la suite de la guerre qui oppose les Mamelouks et les Safavides à l'empire ottoman. L'armée ottomane est victorieuse à la bataille de Marj Dabiq et à la bataille de Ridaniya, qui mettent fin à la domination des Mamelouks sur le Hedjaz. Le Sultan turc Selim Ier mène une expédition militaire, qui permet aux Ottomans d'étendre leur domination dans le reste du Moyen-Orient. Sur le plan religieux, le califat abbasside est aboli, et Selim Ier instaure le califat ottoman, qui perdure jusqu'en 1924. Pour assurer sa légitimité sur les lieux de saints de l'Islam, Selim Ier se proclame serviteur des deux saintes-mosquées - en l'occurrence celles de La Mecque (Masjid Al-Ḥarâm) et Médine (Masjid Al-Nabawi).
L'Empire ottoman contrôle pendant près de 400 ans la région du Hedjaz et du Najran, étendant son influence jusqu'au Nejd et à la côte orientale de l'Arabie, en Arabie saoudite moderne. Les Ottomans mènent plusieurs expéditions contre le premier et le deuxième État saoudien, en s'alliant notamment avec l'Émirat de Haïl dirigé par le clan Al Rachid (ennemis jurés des Saoud).En 1801 ou en 1802, Saoud (en) attaque l'eyalet de Bagdad et notamment la ville de Kerbala, où son armée (composée de 12 000 wahhabites) tue des milliers de civils et détruit le tombeau d'Al-Hussein ibn Ali, le petit-fils du prophète Muhammad. Entre 1803 et 1806, il attaque le Hedjaz et conquiert la Mecque et Médine, où des sites liés à l'Islam précoce sont détruits. Les Ottomans réagissent : en décembre 1807, le sultan Moustapha IV mandate le vice-roi d'Égypte Mohammed Ali pour mater les Saoudiens. Mais celui-ci n'est pas en mesure d'agir avant 1811. Finalement ce sera son fils aîné, Ibrahim Pacha, arrivé dans la péninsule le 30 septembre 1816 qui aura raison du premier État saoudien. Celui-ci lança en effet une expédition victorieuse qui pénétra jusqu'au cœur du Nejd en 1817-1818. Il posa alors le siège devant la ville de Dariya (capitale saoudienne), qui se rendit le 9 septembre 1818, mettant ainsi provisoirement fin au règne des Saoud. Le quatrième émir saoudien, l'arrière-petit-fils d'Ibn Saoud et fils de Saoud (en) (qu'il accompagna dans ses expéditions militaires), Abdallah ben Saoud ben Abdelaziz, est humilié et décapité devant la mosquée Sainte-Sophie à Constantinople en décembre 1818.
Les Ottomans, avec l'aide de l'Empire allemand, ont construit le chemin de fer du Hedjaz, qui reliait Damas en Syrie à Médine, en traversant le Hedjaz, région du nord-ouest de l'Arabie saoudite. Il avait été construit sur ordre du sultan Abdul Hamid II.
Le 3 août 1929, la nouvelle république turque fondée par Mustafa Kemal Atatürk signe un traité de paix et d'amitié avec le royaume du Nejd et du Hedjaz, mettant ainsi officiellement fin à plus d'un siècle de haine réciproque entre "turcs" et saoudiens. Par ce traité, la Turquie reconnait l'indépendance et l'intégrité territoriale de l'ancien sultanat du Nejd sur le Hedjaz.
En 1931, le roi Fayçal ben Abdelaziz Al Saoud rencontre sa dernière femme Iffat Al-Thunayan (en), une adolescente, en Turquie ; les mariés ne connaissant pas la langue de l'autre, le roi Fayçal ben Abdelaziz Al Saoud apprend le turc et la reine Iffat Al-Thunayan l'arabe.
En 1974, lors de l'opération Attila menée par l'armée turque à Chypre, l'Arabie saoudite est à un des rares pays - avec l'Afghanistan, l'Iran, le Pakistan et la Libye - à aider politiquement et financièrement la Turquie, notamment par des dons de pétrole - d'une valeur de 1,5 milliard dollars US- et d'un milliard |dollars US en liquide.
En 1991, pour compenser les pertes économiques subies par la Turquie pendant la première guerre du golfe, l'Arabie saoudite et le conseil de coopération du Golfe accordent une aide de 2,2 milliards dollars US.
En 1992, une aide supplémentaire de 3,8 milliards dollars US est accordée à la Turquie par l'Arabie saoudite et le conseil de coopération du Golfe pour le financement d'avions militaires (achat de 40 F-16 pour le programme Peace Onyx II).

### Tensions récentes
Selon un sondage international réalisé par le Pew Research Center en 2013, les Turcs sont la nation du Moyen-Orient ayant la plus mauvaise opinion de l'Arabie saoudite : 53% d'entre eux ayant une opinion défavorable de cette dernière (contre 26% ayant une opinion favorable).
En octobre 2014, l'Arabie saoudite a mené avec succès une campagne contre la candidature turque à l'élection du Conseil de sécurité des Nations unies, en raison de la politique de l'opposition saoudienne à la politique turque vis-à-vis de la secte des Frères musulmans.
En raison de la crise du Golfe survenue en juin 2017, les relations entre la Turquie et l'Arabie saoudite se sont tendues, la Turquie soutenant le Qatar contre l'Arabie saoudite dans le différend diplomatique qui les opposent.
M. Nicolas J. Firzli, du World Pensions Council (WPC) (en), a affirmé que le gouvernement turc avait cherché à tirer parti de la crise en mettant en avant un programme néo-ottoman expansionniste aux dépens du Conseil de coopération du Golfe :
« La Turquie et un Iran ressuscité utilisent quant à eux cyniquement cette crise pour faire progresser leurs agendas distincts : reconstruire des têtes de pont militaires et économiques le long du "flanc oriental" de la péninsule Arabique, d’Oman au sud de l’Irak, une partie du monde dont ils ont été chassés par la Royal Navy en 1917, il y a exactement cent ans. L'échiquier local est envahi par trop de joueurs avides, à l'heure où de nombreux responsables politiques britanniques et américains semblent avoir perdu tout intérêt pour cette partie du monde: cela n'est pas de bon augure pour la stabilité à long terme de la région MENA. ».
En réponse, l'Arabie saoudite a menacé d'imposer des sanctions à la Turquie et a engagé des discussions avec les Émirats arabes unis pour limiter la «politique d'expansion turque». À son tour, le président turc Recep Tayyip Erdoğan a accusé l’Arabie saoudite d’être non islamique et hérétique. En outre, la Turquie a déployé des troupes pour protéger le gouvernement du Qatar d’une éventuelle tentative de coup d’État à l'instigation de l'Arabie saoudite et des Émirats.
En mars 2018, le prince héritier saoudien Mohammed ben Salmane (dirigeant de facto du pays) mentionne la Turquie comme faisant partie d'un « triangle du mal », aux côtés de l'Iran et des Frères musulmans,.
Cependant, en août 2018, la Turquie a soutenu l'Arabie Saoudite dans son différend diplomatique avec le Canada, qualifiant les actions du gouvernement canadien d'« ingérence dans les affaires intérieures d'autres pays ».
Le 2 octobre 2018, le journaliste saoudien et écrivain du Washington Post, Jamal Khashoggi est assassiné dans l'enceinte du consulat d'Arabie Saoudite à Istanbul, par un commando d'une quinzaine d'hommes, dirigé par Ahmed Assiri. Il a été largement admis que son assassinat avait été commandité par le pouvoir saoudien, y compris par Erdoğan qui, sans blâmer directement l'Arabie saoudite, laissa sous-entendre que le prince héritier Mohammed ben Salmane pourrait être l'instigateur du meurtre,.
Après le fiasco, Mohammed ben Salmane rejeta en bloc l'idée d'une fracture avec la Turquie et déclara que « Beaucoup tentent de... creuser un fossé entre l'Arabie saoudite et la Turquie... Ils ne pourront pas le faire tant qu'il y'aura le roi Salmane, Mohammed ben Salmane et le président Erdoğan. ».
Presque un mois après l'assassinat de Khashoggi, Erdoğan accusa cette fois-ci directement le gouvernement saoudien d'être derrière son assassinat, déclarant notamment à ce sujet : « Nous savons que l'ordre de tuer Khashoggi vient des plus hauts niveaux du gouvernement saoudien ». Il ajouta par la suite que « les marionnettistes derrière le meurtre de Khashoggi » se verront exposer. Yasin Aktay (tr), haut responsable turc et proche conseiller d’Erdoğan, estime que le corps de Khashoggi a été dissous dans de l'acide après avoir été démembré vivant. Il affirma : « La raison pour laquelle ils ont démembré le corps de Khashoggi était pour dissoudre plus facilement ses restes. Maintenant, nous savons qu'ils ont non seulement démembré son corps, mais ils l'ont également vaporisé ».

## Domaines de collaboration

### Diplomatie
Les deux pays se rapprochent début 2011 pour soutenir financièrement et politiquement la CNFOR face au régime de Bachar el-Assad, lors de la guerre civile syrienne.
L'Arabie saoudite et la Turquie veulent créer une plus grande coordination ; ce rapprochement s'est accéléré avec le printemps arabe et la guerre civile syrienne. Ce rapprochement résulte aussi de l'inquiétude de ces deux pays sunnites à l'encontre de l'Iran. L'Arabie saoudite et la Turquie, ont passé en revue "l'ensemble des développements aux plans régional et international et la position de leurs pays frères concernant ces développements de même que les moyens de renforcer la coopération bilatérale".

### Militaire
Le 29 mai 2011, les deux pays signent un traité de coopération militaire pour la formation du personnel militaire, pour des spécialités militaires et techniques (opérations, logistique, renseignement) afin de promouvoir la paix et la stabilité du Moyen-Orient et internationales ; l'accord prévoit également une coopération dans le domaine des véhicules blindés,. Un précédent traité avait été signé entre les deux pays le 24 mai 2010 pour la formation, la coopération scientifique, technique et industrielle dans le domaine militaire. Ce traité permettait également d'améliorer les relations bilatérales fondées sur l'amitié, la compréhension mutuelle et la coopération.
Les deux pays coopèrent dans le domaine de l'industrie de défense et du partage de technologie militaire. L'Arabie saoudite est le deuxième client de l'industrie de la défense nationale turque en 2012.
L'armée de l'air saoudienne participe depuis 2010 à l'exercice Anatolian Eagle, qui se déroule tous les ans sur la base aérienne de Konya en Turquie, afin "d'apporter une contribution significative aux forces aériennes des pays musulmans", selon le vice-ministre de la défense saoudienne, Khaled Bin Sultan,.
Le 20 mai 2013, un rapprochement stratégique s'effectue entre les deux pays, avec la signature d'un accord de coopération industrielle et de défense, en compagnie du prince héritier Salmane ben Abdelaziz Al Saoud et le Président Turc Abdullah Gül. Au même moment, l'armée de l'air turque participe en Arabie saoudite à l'exercice "Peace Hawks 1" avec les armées de l'air saoudienne et pakistanaise.

### Économique
Un traité de libre échange entre la Turquie et le Conseil de coopération du Golfe (Arabie saoudite incluse) est en cours de négociation, pour porter le volume des échanges commerciaux à 30 milliards dollars US. Actuellement, en 2012 le commerce entre les deux pays s'élève à 6 milliards dollars US.

### Énergie
À la suite des sanctions internationales contre le pétrole iranien, la Turquie a décidé d'augmenter significativement l'importation à long terme de pétrole saoudien .

### Transport
La Turquie commence à travailler sur un projet visant à relier Istanbul et La Mecque par un train à grande vitesse. Le gouvernement turc a annoncé le début des travaux pour rétablir le chemin de fer du Hedjaz, construit à l'époque ottomane au début du XXe siècle, qui reliait Istanbul en Turquie à Médine en Arabie saoudite. Le plan prévoit le lancement d'une ligne à grande vitesse reliant Istanbul et La Mecque, réduisant la distance entre les deux villes à 24 heures sur une longueur de 2 200 km,.

### Diaspora turque en Arabie saoudite
L'Arabie saoudite abrite plus de 200 000 turcs dans le pays.